# Дечје обданиште Свете Тројице
Дечје обданиште Свете Тројице отворено је 16. октобра 1933. године у, тада сиромашном предграђу, Војводе Степе у Београду. Неколико грађана почело је и раније са прикупљањем новца за отварање обданишта, али је процес ишао доста споро. Једина већа сума добијена је 1832. године од Министарства социјалне политике и народног здравља и износила је 4000 динара. Како то није било довољно за почетак, отварање је одложено за наредну годину. Оснивачки одбор обрадио се тамо Друштву за уређење предграђа Војводе Степе са предлогом да заједнички наставе рад и Друштво се радо одазвало. Заједничким напорима постигнути су резултати и обданиште је најзад отворено. Такође, надлежни фактори у општини су помогли да се ова идеја оствари и обданиште је могло рачунати на месечну субвенцију у износу од 5000 динара.
Прва скупштина одржана је 25. јуна 1933. године, коју је отворио председник Друштва за уређење предграђа Војводе Степе Богољуб Јањић. На њој је изабран и управни одбор, председница је била Марија Хофмановић, потпредседнице Зора Радосављевић и Јелена Екерт, секретар Роксанда Ђорђевић и благајница Катарина Дејановић. Надзорни одбор чиниле су госпође Катарина Божовић, Вукосава Живковић, Јелена Лазаревић и Видосава Миаиловић.
Обданиште је пре свега примало децу сиромашних родитеља-радника и било је заиста насушна потреба за многе породице. Деца су у овом обданишту добијала и храну и васпитање, а постојао је и лекар, који је бринуо о здрављу деце.
Обданиште се издржавало од месечних субвенција из општине, повремене помоћи Министарства социјалне политике и народног здравља, као и од прилога грађана и пријатеља ове установе. Управа обданишта улагала је велики труд да обданиште поседује све потребно, па је тако временом изграђен и неопходни дом. Сваке године деце је било све више и више, што говори о самом квалитету ове установе.